# پت-سی تی

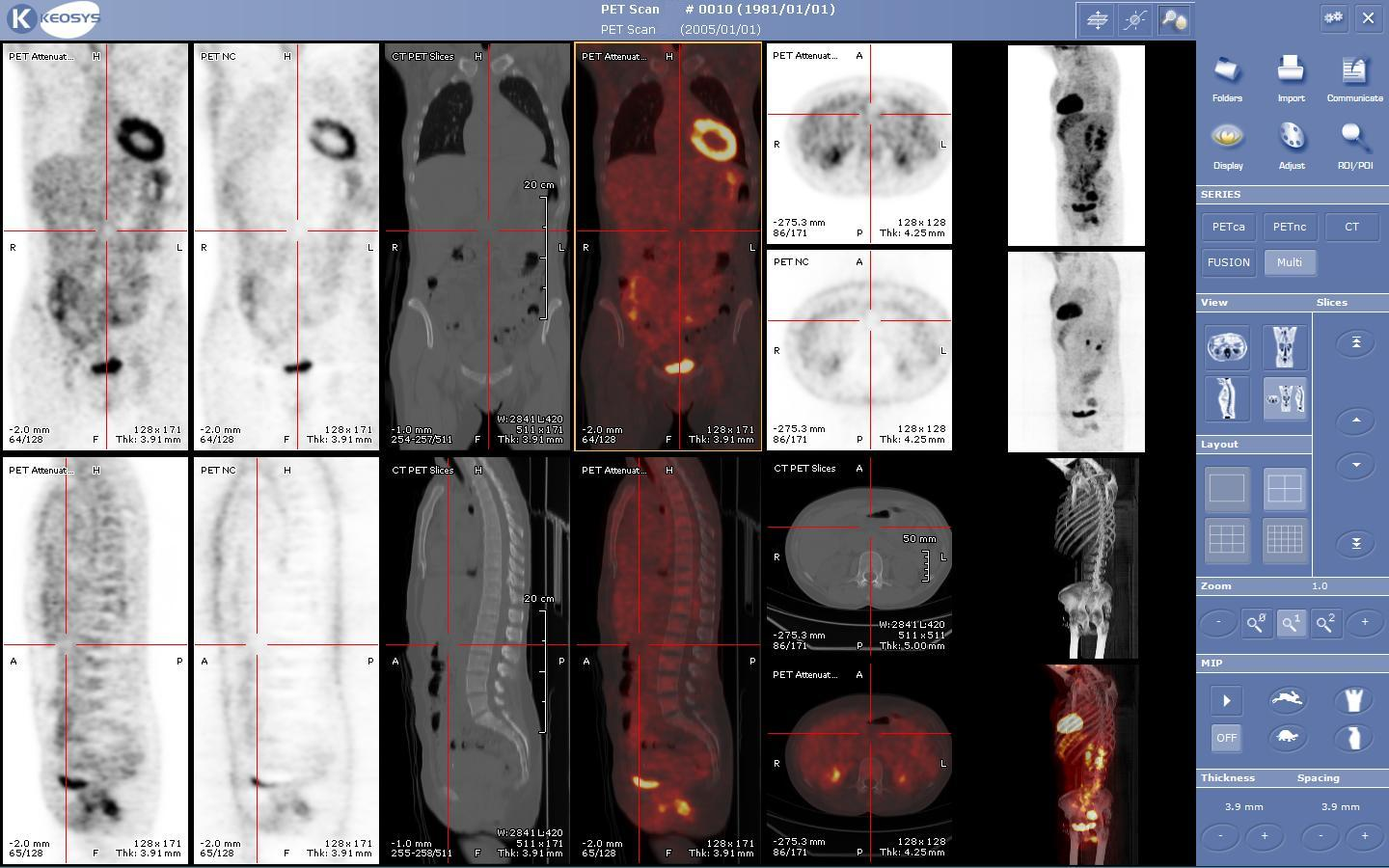
یک تصویر کامل از بدن توسط PET-CT

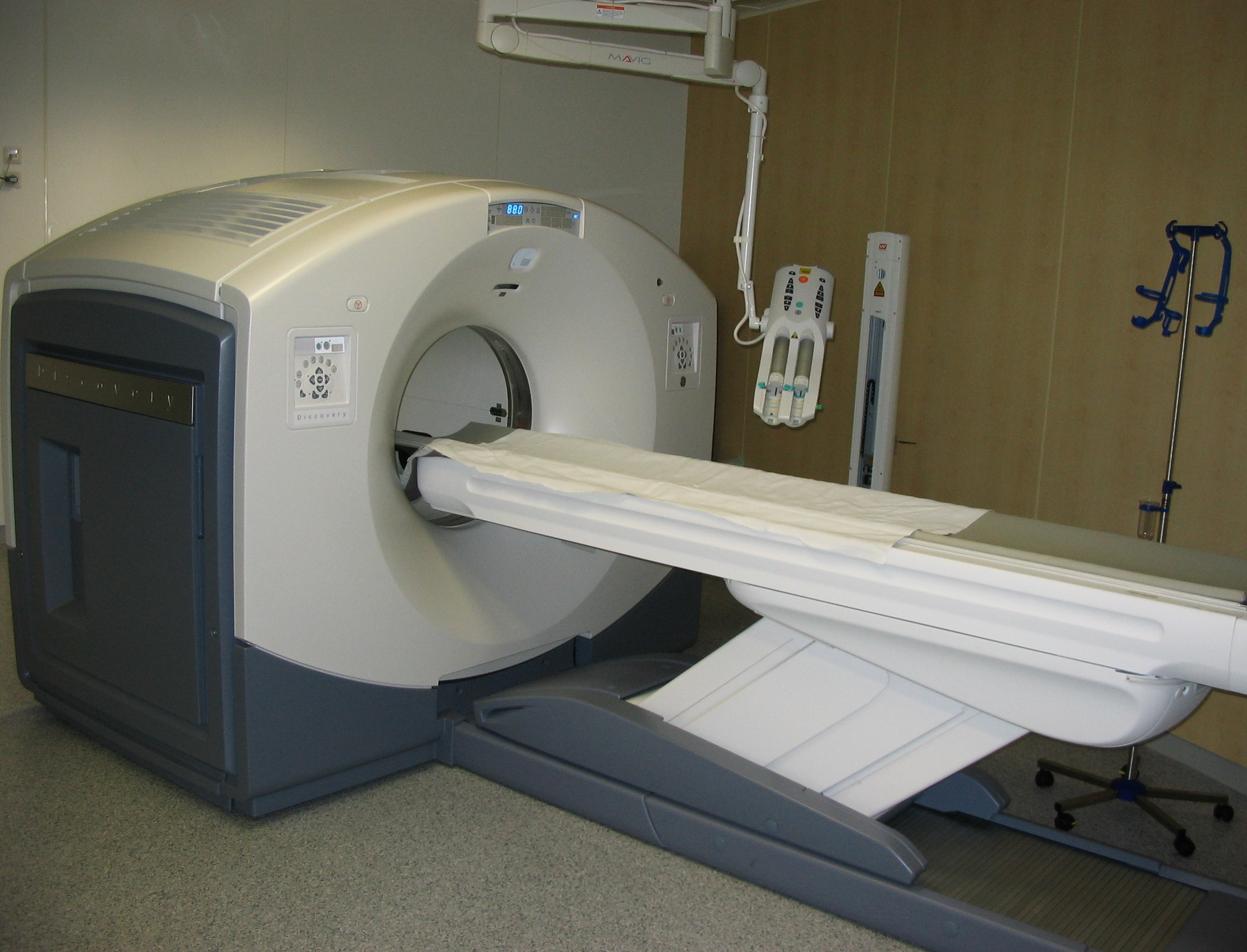
یک سیستم پت-سی‌تی ۱۶ مقطعی

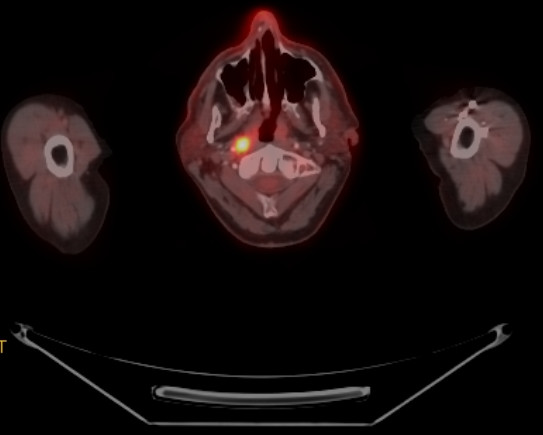
یک تصویر پت-سی تی

پت-سی‌تی (به انگلیسی: PET-CT) تلفیقی است از فناوری مقطع‌نگاری رایانه‌ای و مقطع‌نگاری با نشر پوزیترون.

## تاریخچه
سیستم‌های پت-سی تی اول بار توسط دیوید تاونسند (David Townsend) که در آن زمان در دانشگاه ژنو اقامت داشت، و نیز رونالد نات (Ronald Nutt) از شرکت CPS Innovations در شهر ناکسویل، تنسی پایه‌ریزی شدند. در سال ۱۹۹۸ نخستین سیستم آزمایشی برای ارزیابی بالینی توسط انستیتو ملی سرطان ایالات متحده آمریکا و در مرکز درمانی دانشگاه پیتسبورگ نصب گردید. در سال ۲۰۰۱ نخستین سیستم پت-سی تی وارد بازار گردید و سه سال بعد چیزی حدود ۴۰۰ دستگاه در سرتاسر جهان نصب گردیده شد.
این سیستم‌ها به حدی رایج شده‌اند که امروزه پت اسکن تنها دیگر مورد استفاده قرار نمی‌گیرد بلکه به صورت ممزوج با سی تی (به‌صورت هایبریدی) ساخته و فروخته می‌شوند.

## طرز کار
سیستم‌های پت-سی‌تی به‌طور همزمان تصاویر کارکردی و کالبدشناختی از بیمار اخذ می‌کنند. بنابراین، می‌توان از هر دو دستگاه به صورت پیاپی در یک جلسه تصویربرداری از بیمار تصاویری تهیه کرد و آن‌ها را در یک تصویر روی هم سوار کرد (co-registered). تصویربرداری کارکردی توسط PET، که توزیع مکانی متابولیک یا فعالیت‌های بیوشیمیایی در بدن را استخراج می‌کند، می‌تواند با دقت خوبی تنظیم شوند و با تصاویر کالبدشناسی بدست آمده از اسکن CT همبستگی پیدا کنند. حال بازسای تصاویر به صورت دو و سه بعدی می‌تواند از طریق موارد مربوط به کارهای نرم آفزاری و پیش پردازش‌ها و هم چنین سیستم کنترلی مورد استفاده بدست آید.
PET-CT با افزودن دقت مکان کالبدشناسی به تصاویر کارکردی، باعث تحول انقلابی در بسیاری از جنبه‌های تشخیصی پزشکی شده‌است. به عنوان مثال، سرطان شناسی، تصمیم‌گیری در جراحی، پرتو درمانی و شناسایی مراحل سرطان تحت تأثیر امکانات فراهم شده توسط PET-CT رشد سریعی داشته‌اند، تا بدانجا که بسیاری از فرایندهای تصویربرداری و مراکز آن‌ها به تدریج دستگاه‌های قدیمی PET را با PET-CT جایگزین کرده‌اند. با وجود اینکه دستگاه‌های ترکیبی هزینه قابل توجهی دارند، از مزیت فراهم ساختن عملکرد هر دو در حین بررسی و تصویربرداری برخوردار است، در واقع این به معنی برخورداری از امکانات دو دستگاه در یک دستگاه است.
تنها مانع انتشار گسترده‌تر PET-CT دشواری و هزینه تولید و انتقال رادیوداروهای مورد استفاده برای تصویربرداری PET است، که دارای عمرکوتاهی هستند (به عنوان مثال، نیمه عمر ماده رادیواکتیو فلور-۱۸ که برای دنبال کردن متابولیسم گلوکز استفاده می‌شود—با استفاده ازfluorodeoxyglucose—تن‌ها دو ساعت است) تولید این رادیوایزوتوپ نیاز به یک شتاب دهنده حلقوی بسیار گران قیمت و هم چنین خط تولید رادیو داروها دارد..
طرز کار دستگاه pet به این صورت است که ابتدا رادیواکتیو با مقدار مشخص برای هر بیمار با طول عمر خاص تزریق شده و بعد بیمار درون دستگاه قرار میگیرد
مواد رادیواکتیو در هر جایی از بدن که تومور سرطانی وجود داشته باشد جمع می‌شوند و از خود امواج گاماری آزاد می‌کنند که دستگاه با دریافت این امواج و تغییر آن
به امواج مرئی از آن عکس تهیه می‌کند .
عکس‌های pet با عکس دستگاه دیگر مثل CT  یا MRI ترکیب و موقعیت دقیق تومور مشخص می‌شود.
مواد رادیواکتیو تزریق شده طول عمر متفاوتی دارند از چند دقیقه تا چند روز که به بیمار تزریق می‌شوند معمولاً برای pet حداکثر طول عمر مواد 30 دقیقه است.
چون این مواد بسیار خطرناک هستن .
روش دیگری هم به نام spect وجود دارد که عکس‌های دقیق تری می‌گیرد ولی طول عمر مواد رادیواکتیو بیشتر است و خطرناک تر.

## روند تصویربرداری از بیمار
چگونگی کار PET-CT در هنگام استفاده از نگاشت متابولیسم FDG به شرح زیر است: 
- قبل از آزمایش، بیمار به مدت ۴ ساعت بایستی ناشتا باشد.
- در روز آزمایش، بیمار جهت کم کردن فعالیت‌های عضلانی که می‌تواند به صورت متابولیسم غیرعادی تفسیر شود، به مدت ۱۵ دقیقه دراز می‌کشد.
- یک تزریق داخل رگی با دز کم از 2-FDG یا 3-FDG تازه ساخته شده، که معمولاً در یکی از سیاهرک‌های دست‌ها تزریق می‌شود. دز تزریق در بازه بین ۰/۱ تا ۰/۲ mCi/kg از وزن بدن است.
- بعد از دو یا سه ساعت، بیمار داخل دستگاه PET-CT قرار داده می‌شود. غالباً به صورت به پشت دراز کشیده‌است. در این حالت دست‌ها در دو طرف بدن در حال استراحت قرار داده می‌شوند یا اینکه در بالای سر قرار می‌گیرند. این موقعیت بستگی به ناحیه مورد بررسی دارد.
- در ابتدا تخت اتوماتیک سر را به داخل گنتری می‌برد و یک توپوگرام توسط تیوب اشعه X ثابت شده در موقعیت فوقانی تهیه می‌شود، که آن را نمای دیده‌بانی می‌نامند و نوعی مقطع سجیتال مسطح از کل بدن است.
- اپراتور از کنسول کامپیوتری PET-CT برای شناسایی بیمار و بررسی، محدود کردن محدوده‌های فوقانی و تحتانی اسکن بدن در نمای دیده‌بانی و انتخاب پارامترهای اسکن و شروع دوره تصویربرداری استفاده می‌کند، که همگی بدون مداخله انسانی انجام می‌شود.
- تصویر توموگرام اشعه x از بیمار بدست می‌آید.
- حال بیمار در داحل گنتری PET به‌طور اتوماتیک حرگت داده می‌شود. این گنتری به ورت موازی با گنتری CT قرار داده شده‌است و برش‌های PET بدست می‌آید.
- حال بیمار می‌تواند از دستگاه خارج شود و ترم افزارهای دستگاه PET-CT بازسازی و تنظیم تصاویر PET و CT را شروع می‌کنند.

یک اسکن کامل از بدن، که معمولاً از میانه ران تا به بالای سر است، ۵ تا ۴۰ دقیقه، وابسته به پروتکل‌های تصویربرداری و تکنولوژی تجهیزات به کار رفته، طول می‌کشد. تومورهای با متابولیسم بالا به صورت پیکسل یا وکسل‌هایی که به صورت رنگ‌های ساختگی کد می‌شوند بر روی تصاویر CT کد شده به صورت خاکستری نشان داده می‌شوند. مقادیر جذب استاندارد توسط نرم‌افزار برای هر ناحیه با متابولیسم بالا در تصویر شناسایی شده، محاسبه می‌شود. با وجود اینکه تصوربرداری کارکردی تخمین کالبدشناسی دقیقی از محدوده آن مشخص نمی‌کند، این عمل یک کمی سازی برای اندازه تومور ایجاد می‌کند.
دز FDG مورد نیاز برای انجام ۵-۴ آزمایش به‌طور روزانه در دو یا چند نوبت در روز، توسط سازنده‌های این مواد به محل تصویربرداری می‌رسد.